# Per-Gunnar Andersson (kierowca wyścigowy)
Per-Gunnar „Peggen” Andersson (ur. 15 sierpnia 1957 roku w Falkenbergu) – szwedzki kierowca wyścigowy i komentator sportowy.

## Kariera
Andersson rozpoczął karierę w wyścigach samochodowych w 1980 roku od startów w Vredestein Cup Sweden. Z dorobkiem 51 punktów został sklasyfikowany na trzeciej pozycji w klasyfikacji generalnej. W późniejszych latach Szwed pojawiał się także w stawce European Touring Car Championship, Volvo 240 Turbo Cup Sweden, Volvo 240 Turbo Cup Donington Park, Deutsche Tourenwagen Meisterschaft, South Pacific Touring Car Championship, World Touring Car Championship, Nordic Touring Car Cup, Swedish Touring Car Championship, Kemora 500 Midnight Sun Race, Nordic Champion Meeting Touring Cars, Porsche 944 Turbo Cup, British Touring Car Championship, Finnish Touring Car Championship, FIA Touring Car Challenge, Nordic Championship FIA, Belgian Touring Car Championship, European Superproduction Championship, Skandynawskiego Pucharu Porsche Carrera, Hansen Racing Camaro Cup oraz Camaro Cup Sweden.